# Evangelos Alexandris
Evangelos Alexandris (griechisch Ευάγγελος Αλεξανδρής, * 2. Februar 1951 in Griechenland) ist ein ehemaliger griechischer Basketballspieler und aktueller Trainer.

## Spielerkarriere
Seine Karriere begann Alexandris bei Anagannisi Thessaloniki, bevor er im Anschluss für die beiden Spitzenvereine Aris sowie PAOK aktiv war. Mit Aris konnte er 1979 die Meisterschaft und mit PAOK 1984 den nationalen Pokalwettbewerb gewinnen.
Zwischen 1970 und 1983 stand Alexandris regelmäßig im Kader der Griechischen Nationalmannschaft und nahm unter anderem an der Europameisterschaft 1983 teil. In 13 Jahren kam er auf 73 Einsätze und erzielte dabei 345 Punkte.

## Trainerkarriere
Seine Karriere als Trainer begann Alexandris 1993 bei AE Larisa. Seitdem war er ausschließlich in Griechenland tätig und trainierte eine Reihe von bedeutenden Vereine wie zum Beispiel Aris, PAOK und Iraklis Thessaloniki, AEK Athen oder GS Marousi. Seine größten Erfolge waren neben dem Griechischen Pokal (1995 mit PAOK) der Gewinn des Saporta Cup (2001 mit Marousi) sowie des FIBA Champions Cup (2003 mit Aris). Alexandris wurde damit der bis heute einzige griechische Trainer der zwei europäische Titel gewinnen konnte.

## Erfolge
- Als Spieler
  - Griechischer Meister: 1979
  - Griechischer Pokalsieger: 1984
- Silbermedaille bei der U18-Europameisterschaft: 1970

- Als Trainer
  - Griechischer Pokalsieger: 1995
  - Saporta Cup: 2001
  - FIBA Champions Cup: 2003